# Epipygidae
De Epipygidae vormen een familie van insecten die behoren tot de onderorde cicaden (Auchenorrhyncha). Er zijn 5 beschreven soorten in 3 geslachten.

## Geslachten
De familie omvat de volgende geslachten:
- Eicissus Fowler, 1897
- Epipyga Hamilton, 2001
- Erugissa Hamilton, 2001